# Ipanephis esperanzalis
Ipanephis esperanzalis là một loài bướm đêm trong họ Noctuidae.